# Otto Möller (Politiker, 1887)
Otto Theodor Hermann Möller (* 19. Mai 1887 in Coburg; † 22. November 1949 in Erlangen) war ein deutscher Jurist und Politiker, der in der Sowjetischen Besatzungszone und der DDR die Liberal-Demokratische Partei Deutschlands (LDP) als Abgeordneter im Thüringer Landtag, im Deutschen Volksrat und der Provisorischen Volkskammer als Abgeordneter vertrat.

## Leben
Otto Theodor Hermann Möller wurde am 19. Mai 1887 als Sohn eines Commissionärs in Coburg geboren. Er besuchte die Dorfschule und ein Realgymnasium, anschließend nahm er ein Studium der Rechtswissenschaften auf. 1912 bestand er das Erste Staatsexamen, das nachfolgende Referendariat wurde durch das Einziehen zur Reichswehr unterbrochen. Möller diente bis 1918, er wurde im Range eines Leutnants der Reserve entlassen. 1920 bestand er das Zweite Staatsexamen, anschließend war er bis 1924 im Landratsamt des Landkreises Saalfeld tätig, zuletzt als stellvertretender Landrat. Noch im Jahr 1924 machte sich Möller als Rechtsanwalt in Sonneberg selbständig, 1925 kam noch die Tätigkeit als Notar hinzu. Bis 1933 war er Mitglied des Thüringer Landbundes. In der NS-Zeit zeigte sich Möller als scharfer Gegner der NSDAP. 
Nach Kriegsende gehörte er zu den Mitbegründern einer Demokratischen Partei, die kurz darauf in der neu gegründeten LDP aufging. Möller führte zeitweise den LDP-Kreisverband Sonneberg und saß von September 1945 bis zu seinem Tod als Beisitzer im LDP-Landesvorstand Thüringen. Der Rechtsanwalt gehörte zu den ersten parlamentarischen Vertretern der LDP. Er wurde als Mitglied in die Beratende Landesversammlung von Thüringen berufen und war auch nach den ersten Landtagswahlen im September 1946 Abgeordneter des Thüringer Landtags. Im Landesparlament bekleidete er vom 24. Juli 1948 bis zu seinem Tode das Amt des 1. Landtagsvizepräsidenten. Zusätzlich gehörte ab dem 30. Mai 1949 dem 2. Deutschen Volksrat als Mitglied an. Auch im Nachfolgeparlament Provisorische Volkskammer vertrat er offiziell bis zu seinem Tod die LDP als Abgeordneter.